# Davit Gharibyan
Davit Gharibyan (né le 29 mai 1990 à Erevan, Arménie) est un modèle, acteur, réalisateur et présentateur arménien.

## Biographie
En 2007, il a obtenu le diplôme de la deuxième école de Khachatur Abovyan. Ensuite, il a étudié à l'université d'État d'ingénierie d'Arménie, en tant qu'ingénieur.
En 2010, il est diplômé de l'Académie d'Erevan de la gestion économique, spécialiste en finances et crédit (ՀՊՃՀ en arménien), ainsi que diplômé du théâtre Erevan State Song, en tant que présentateur et présentateur de Shows.
En 2011, il effectue son Master à l’université pédagogique Xachatur Abovyan, en tant que directeur,. Le sujet de la thèse était: «Costumes nationaux dans les célébrations théâtrales de masse».
En 2013 il termine ses études dans l’université et obtient la renommé du magistrat sur la spécialité "Beaux-arts, arts décoratifs et arts appliqués, design".

## Carrière

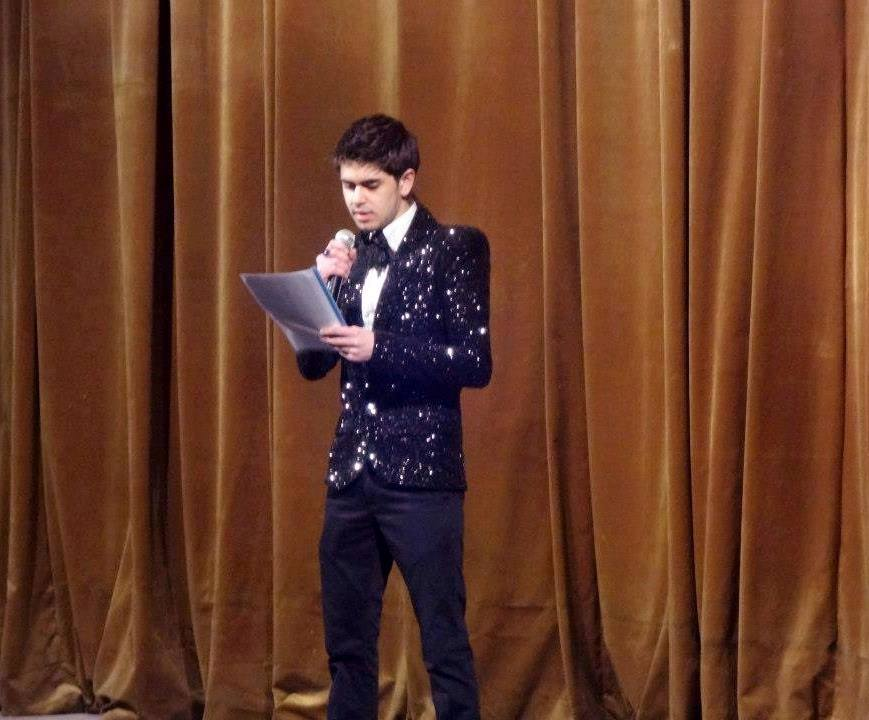
Davit Gharibyan

Il a été invité comme un juri de concours de beauté, a participé à plusieurs films et clips vidéo et a également annoncé plusieurs concerts de bienfaisance.
En décembre 2009 Davit Gharibyan a participé au festival du concours "Meilleur modèle Monde XXII", qui s'est tenu à Sofia.
En 2011, il a participé au festival  "International Best Male and Female Model World" et "Costa Blanca Fashion Week" représentant l'Arménie et apparait au Top 5,,,.
En 2014, il est devenu le gagnant de la compétition modèle Mister Fashion Beauty Universal. Il y avait 111 modèles de partout dans le monde,.
En 2016, il a été invité à mener une formation professionnelle au Top International Model of the World Competition en Roumanie.
Il travaille actuellement à l'Académie arménienne du théâtre et du ballet d’Alexandre  Spendiaryan en tant qu'acteur.

## Télévision
| Télévision   | Série                                                     | année | Pays           |
| ------------ | --------------------------------------------------------- | ----- | -------------- |
| Armenia TV   | "Une vie difficile (Դժվար ապրուստ)" "Դժվար ապրուստ"       | 2012  | Erevan Arménie |
| Armenia 1 TV | "La fille du Général (Գեներալի աղջիկը)" "Գեներալի աղջիկը" | 2013  | Erevan Arménie |

## Festival-Concours
| Nom                              | année | pays     | Pays présenté | Prix obtenu                  |
| -------------------------------- | ----- | -------- | ------------- | ---------------------------- |
| Best Model of the World          | 2009  | Bulgarie | Ukraine       | Meilleur modèle de l’Ukraine |
| International Best Model World   | 2011  | Espagne  | Arménie       | TOP 5 : finaliste            |
| Mister Fashion Beauty Universal, | 2014  | Portugal | Arménie       | Gagnant,                     |